# Національне бюро з розслідування авіаційних подій та інцидентів з цивільними повітряними суднами
Національне бюро з розслідування авіаційних подій та інцидентів з цивільними повітряними суднами (абрв. НБРЦА) — спеціалізована експертна установа з розслідування авіаційних подій та інцидентів з цивільними повітряними суднами і літальними апаратами України та іноземними цивільними повітряними суднами, які сталися на території України, а також порушення вимог щодо використання повітряного простору України.

## Історія
Весною 2012 року, для розслідування авіаційних подій, що сталися на території України та участі у проведенні розслідувань на території іноземних держав, в яких сталися авіаційні події з цивільними повітряними суднами України, відповідно до постанови №228 Кабінету Міністрів України від 21 березня 2012 року утворено Національне бюро з розслідування авіаційних подій. Національне бюро функціонує відповідно до статті 9 Повітряного кодексу України, як незалежна спеціалізована експертна установа з розслідування авіаційних подій. 

## Структура
- Управління розслідування авіаційних подій (Заступ. директора):
  - Відділ розслідування авіаційних подій транспортної авіації
  - Відділ розслідування авіаційних подій при виконанні авіаційних робіт та авіації загального призначення
- Сектор міжнародного співробітництва та перекладів
- Управління аналізу та запобігання авіаційним подіям (1-й заст. директора):
  - Відділ інформаційно-аналітичного забезпечення
  - Відділ стратегічного розвитку
- Адміністративно-фінансове управління:
  - Відділ адміністративного та правового забезпечення
  - Відділ бухгалтерського обліку, фінансового планування та господарського забезпечення

## Керівництво
Директори
- Бабенко Олег Лук'янович (квітень 2012 — січень 2020)
- Мішарін Ігор Валентинович (січень 2020 — т.ч.) — Виконуючий обов’язки Директора

Заступники директора
- Машаровський Микола Григорович (2021)